# Rima (Alto Sermenza)
Rima (Rimmu in walser) è una frazione del comune di Alto Sermenza, situata nella Valsesia a 1 417 metri sul livello del mare. In passato frazione dell'ex comune di Rima San Giuseppe, dal 2018 appartiene a Alto Sermenza. 
È una piccola località turistica collocata in una conca verde in cima alla val Sermenza, valle laterale della Valsesia. Questa frazione è la più elevata della valle e ha una notevole differenza altimetrica nel suo territorio considerando che il Monte Tagliaferro, la vetta più elevata compresa nel comune, è alto 2964 m.

## Storia
La frazione è un piccolo borgo Walser tra i più belli d'Italia. I Walser cominciarono ad abitare questa zona nel 1200 d.C. provenienti da Alagna Valsesia, scesi dal Colle di Mud. La popolazione di Rima, come quella di tutta la Valsesia, aumentò notevolmente fino agli inizi dell'Ottocento, in seguito, causa dell'industrializzazione, tutta la zona si spopolò e in questa frazione rimasero meno di 100 abitanti. 
Negli anni Duemila grazie al turismo il borgo rinacque parzialmente.

## Territorio

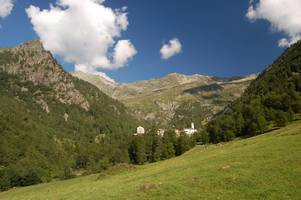
Veduta

Il territorio di Rima è totalmente montuoso. Si sviluppa maggiormente in un'ampia conca verdeggiante, compresa tra il Corno Mud, 2802 m, e il Pizzo Montevecchio. In questa zona sono presenti molti sentieri escursionistici per ascese e traversate nelle valli confinanti. Sono presenti il Colle Piglimò, che porta ad Alagna, il Colle del Piccolo Altare, che confina con la Valle Anzasca, il Colle del Vallè che porta sempre in Valle Anzasca. 
La frazione è dominata però da una vetta ben più imponente e importante: il Monte Tagliaferro, che si distacca totalmente dalle altre montagne meno elevate e da Rima mostra il suo versante più inaccessibile: la grande Parete Nord. Intorno a questa vetta nella frazione sono nate diverse leggende e praticamente tutte le strutture ricettive della zona hanno nomi presi dalla montagna (ad esempio Albergo Tagliaferro, Laida Weg Hotel etc...) 
Sotto a questa vetta è presente il colle più percorso della valle, il Colle Mud, che permette di traversare ad Alagna. 
Dal Pizzo Montevecchio si distacca una lunga costiera molto scoscesa che termina con Cima Lampone. Qui è presente il Colle del Termo, per scendere a Carcoforo.

## Monumenti e luoghi di interesse
Nel paese si trovano il museo della Casa del marmo, o "Museo del Marmo Artificiale", e la Gipsoteca Della Vedova.

## Turismo
Estivo
Rima è frequentata soprattutto in estate, per l'escursionismo. Gli itinerari percorribili sono moltissimi e sono presenti due rifugi e un bivacco; tra i rifugi uno si trova nella piazza del paese e l'altro, il Rifugio Vallè è a circa 2200 m nella conca che lo sovrasta, presso il Colle del Piccolo Altare. 
Oltre all'escursionismo si possono praticare alpinismo e arrampicata, la zona per eccellenza per praticare queste attività è il Tagliaferro, ma anche su Pizzo Montevecchio e Corno Piglimò sono presenti diverse vie. 
Invernale
Il turismo invernale è poco sviluppato, non ci sono impianti da sci. 
L'attività più praticata è lo sci-alpinismo.